# Vivien Kubbos
Vivien Kubbos, Künstlername Sarah Kay (* 1940er Jahre) ist eine australische Kinderbuch- und Grußkarten-Illustratorin, die in Sydney in Australien lebt.

## Leben und Werk
Kubbos studierte Kunst und arbeitete zunächst für eine Werbeagentur. Sie hält Informationen über ihre Person zurück, sodass nicht mehr über sie bekannt ist. Sarah Kay wird häufig als Künstlername von Vivien Kubbos verwendet, obwohl er eigentlich nur die von ihr entworfenen Figuren mit hohem Wiedererkennungswert bezeichnet. Er setzt sich aus dem Namen des Hundes ihres Vaters (Sarah) sowie aus dem ersten Buchstaben des Familiennamens (K, englisch gesprochen Kay) zusammen.
Die bekanntesten Figuren, die Kubbos als freiberufliche Illustratorin Anfang der 1970er Jahre schuf, sind die von Sarah Kay: stupsnasige Mädchen und Buben in ruraler Umgebung und sorgenfreier Anmutung. Die Mädchen tragen häufig eine Stoffhaube mit das Gesicht überragender Krempe oder sehr große Strohhüte, Kleider mit Rüschen und Lederschuhe. Ursprünglich Einladungs- und Grußkartenmotive unter der Bezeichnung „Sarah Kay Collections“ für Valentines Sands Greeting Cards, wurden sie zu einer weltweit bekannten Merchandising-Marke.
Die Figuren fanden, ausgehend von Australien, Liebhaber in Neuseeland, Europa sowie Lateinamerika. Der australische Grußkartenverlag besitzt noch immer unter dem derzeitigen Namen John Sands Ltd. die Bildrechte. Die Nachfrage ging in den 1980er bis in die frühen 2000er Jahre stark zurück. 2005 wurden die Motive durch eine Lizenzierungskampagne erneut beworben.
In den 1990er Jahren illustrierte Kubbos Bücher der Serie Pony Pals der amerikanischen Schriftstellerin Jeanne Betancourt, erschienen im Verlag Scholastic, mit schwarz-weißen Bleistiftzeichnungen.
Als eines der Hauptwerke von Kubbos wird das Kinderbuch The Wizard of Jenolan der amerikanisch-australischen Schriftstellerin Nuri Mass angesehen – 1993 erschienen als eine Neuauflage in Neuausstattung des ursprünglichen Werkes von 1946. Die farbigen Illustrationen zeugen von der fantasievollen Vielseitigkeit der Zeichnerin.
Darüber hinaus gestaltete sie auch einige Cover für Bücher.

## Illustrierte Publikationen (Auswahl)
- The Wizard of Jenolan von Nuri Mass. Just Solutions, Chatswood 1993, ISBN 9780646144276.
- Shadow of the Serpent von Shannah Jay. Pan Macmillan Australia, Sydney 1995.
- Every Child von Edna Casler Joll. Weldon Kids, Sydney 1995, ISBN 1863023690.
- A Tiny Bunny Tale von Deborah Bibby. Box Press, Surry Hills 1996.
- A Cake for Mum von Margaret McAlister. Rigby Heinemann, Port Melbourne 1997, ISBN 9780731222377.
- Pony Pals von Jeanne Betancourt. Scholastic, Wilkinsburg (Pennsylvania) 1995–2003